# Alta-Konflikt

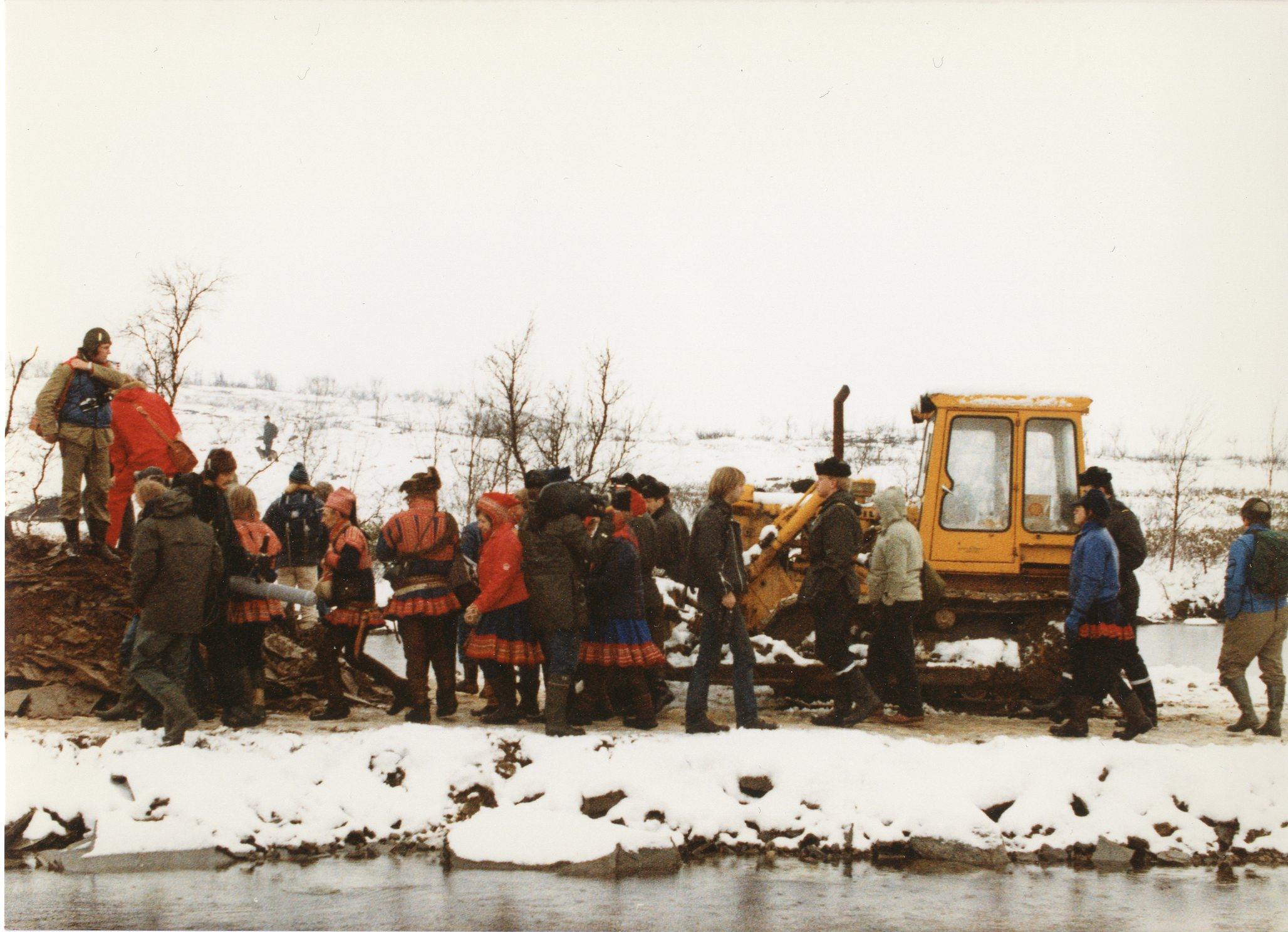
Blockade der Bauarbeiten

Der Alta-Konflikt (norwegisch Alta-saken oder Alta-konflikten) war ein politischer Konflikt in Norwegen, der von etwa 1968 bis 1982 andauerte. Grundlage des Konflikts waren Proteste von Samen, einem indigenen nordeuropäischen Volk, und Umweltaktivisten gegen den Ausbau der Wasserkraft in der Finnmark in Nordnorwegen. Der Ausbau konnte zwar nicht verhindert werden, die Demonstrationen hatten jedoch eine große Auswirkung auf die samische Politik in Norwegen. Unter anderem gilt der Konflikt als Ausgangspunkt für die Gründung des samischen Parlaments in Norwegen (Sameting) im Jahr 1989.

## Hintergrund
Im Jahr 1968 wurden die ersten Pläne vorgelegt, dass der Alta-Kautokeino-Wasserlauf in der Finnmark für die Energiegewinnung ausgebaut werden sollte. Diese Pläne stießen sowohl bei Samen, für die die Gegend ein Hauptsiedlungsgebiet ist, als auch bei Umweltaktivisten auf Kritik. Die samischen Protestierenden sahen darin unter anderem eine Bedrohung für ihre dortige Rentierhaltung, da für den Ausbau Lebensraum zerstört werden würde. Zudem war in den Plänen vorgesehen, die samische Ortschaft Máze (norwegisch Masi) zu fluten. Für die Umweltaktivisten war unter anderem entscheidend, dass der Flusslauf die Heimat einer größeren Lachspopulation war und als solcher als einer der besten Lachsflüsse Europas zählte sowie dass der Fluss einen wichtigen Einflussfaktor für das lokale Klima darstellte. Forschungsberichte kamen außerdem zu dem Ergebnis, dass die vielfältige Flora und Fauna der Gegend durch die Pläne bedroht wurde.
Im Jahr 1973 wurde die Altautvalget (deutsch Altaauswahl) gegründet, die sich gegen den Ausbau aussprach. Im gleichen Jahr wurde von politischer Seite die Bewahrung des Ortes Máze versprochen. Auf samischer Seite waren unter anderem die Organisationen Norske Samers Riksforbund (NSR) und der Rentierhalterverbund Norske Reindriftsamers Landsforbund (NRL) im Einsatz gegen den Ausbau tätig. Auch die beiden samisch geprägten und hauptsächlich betroffenen Kommunen Alta (Áltá) und Kautokeino (Guovdageaidnu) sprachen sich gegen die Pläne aus. Das Fylkesting von Finnmark, die norwegische Regierung sowie die Energiebehörden hielten unbeachtet der Proteste weiter an einer Umsetzung der Pläne fest.

## Aufbegehren
Im Jahr 1978 formierte sich die Folkeaksjonen mot utbygging av Alta/Kautokeino-vassdraget (deutsch Volksaktion gegen den Ausbau des Alta/Kautokeino-Wasserlaufs), die 15.000 Unterschriften gegen die Pläne zum Ausbau sammelte und dem Nationalparlament Storting überreichten. Das Storting beschloss dessen ungeachtet den Ausbau, der zu einem 150-Megawatt-Wasserkraftwerk führen sollte. Dazu sollte ein 110 Meter hoher Staudamm im Sautso-Canyon errichtet werden.
Im Sommer 1979 startete die Verbindung eine Reihe von Protestaktionen, in denen sie durch zivilen Ungehorsam den Weiterbau der Anlage verhinderten. Im Oktober campierten sieben junge Samen auf dem Eidsvolls plass vor dem Stortingsgebäude in Oslo und forderten die Einstellung der Bauarbeiten. Nachdem die Regierung Nordli diese Forderungen abgelehnt hatte, begannen sie einen siebentägigen Hungerstreik. Zu den Protesten kamen auch Samen aus anderen Ländern und es wurde unter anderem auch in den dänischen und grönländischen Nachrichten von ihnen berichtet. Die norwegische Polizei ging gegen die Proteste in der Stadt vor und verhaftete einige der Teilnehmer.
Neben diesen Aktionen nahm die Organisation auch den Dialog mit den zuständigen Behörden auf. Auch unter anderem die Vereinten Nationen (UN) und der Weltrat der indigenen Völker wirkten dabei mit. Norwegen erhielt aufgrund dem staatlichen Vorgehen gegen die samischen Interessen in dieser Sache internationale Kritik und es wurde auch von ausländischen Medien berichtet.
Im Jahr 1979 wurden die Bauarbeiten schließlich von der Regierung gestoppt. Den Rentierhaltern aus der betroffenen Umgebung gaben sie die Möglichkeit, sich dem Nationalparlament gegenüber eine Stellungnahme zu den Plänen abzugeben. Das Storting lehnte jedoch eine erneute Behandlung des Themas mit der Begründung ab, dass keine neuen Punkte vorgebracht worden seien. Auch die Regierung wies die Forderungen schließlich ab, woraufhin der Fall vor Gericht gebracht wurde. Im Dezember 1980 fällte das Gericht in Alta ein Urteil. Das Urteil kam zu dem Schluss, dass der Ausbau des Flusses grundsätzlich legal sei. Allerdings wurden große Teile des Entscheidungsprozess, der zum Ausbau führte, kritisiert. So stünde dieser etwa im Konflikt zu den Naturschutzgesetzen in Máze. Gestützt auf dieses Urteil wurde ab Januar 1981 weiter an der Anlage gebaut.
Die Fortsetzung des Baus führte zu erneuten Aktionen der Gegner, die von der Polizei gestoppt wurden. Etwa 900 Demonstranten wurden in der Nacht des 14. Januar 1981 von der Polizei verhört. Mit etwa 600 anwesenden Polizisten stellte der Einsatz in Norwegen den bis dahin größten Polizeieinsatz in Friedenszeiten dar. Am 24. Januar wurde erneut ein Hungerstreik begonnen, der bis zum Aussetzen der Bauarbeiten am 25. Februar andauerte. Zwischenzeitlich war es zu einem Regierungswechsel gekommen, nachdem die frühere Umweltministerin Gro Harlem Brundtland das Amt als Ministerpräsidentin in der Nachfolge von Odvar Nordli übernahm. Ziel der Unterbrechung war es, eine Untersuchung durchzuführen, ob der Ausbau gegen das Gesetz über das kulturelle Erbe (Kulturminneloven) verstoße. Der Anstoß dazu kam unter anderem vom Museum Tromsø, das eine genauere Kartierung des Gebiets forderte.
Im September 1981 wurden die Arbeiten erneut fortgesetzt, da kein Verstoß festgestellt werden konnte. Es wurden keine weiteren größeren Aktionen gegen den Bau durchgeführt. Im Jahr 1982 erklärte auch der Oberste Gerichtshof von Norwegen, dass das Projekt legal war. Die Volksaktion wurde 1982 aufgelöst.

## Auswirkungen
Der Alta-Konflikt führte zu einer Änderung in der norwegischen Politik gegenüber der samischen Bevölkerung, da die Regierung sich gezwungen sah, den Samen mehr Rechte einzuräumen. Außerdem erfuhren viele Norweger erstmals mehr über die Ausgrenzung der Samen im Land. Im Oktober 1980 wurde die Samerettsutvalget (deutsch Samenrechtsausschuss) gebildet, der 1984 seine Ergebnisse präsentierte. Diese führten zur Verabschiedung des neuen Samengesetzes (Samelov) im Jahr 1987, welches Grundlage für die Gründung des norwegisch-samischen Parlaments Sameting war.
Neben den Auswirkungen in der samischen Politik hatte die Debatte auch Einfluss auf die Energiepolitik und die Frage, wie etwa Naturschutz und Wasserkraft verbunden werden sollten. Auch die lokale Selbstbestimmung wurde stärker thematisiert.